# Ван Цян (серийный убийца)
Ван Цян (16 января 1975 — 17 ноября 2005) — китайский серийный убийца, насильник и грабитель, который в период с января 1995 года по июль 2003 года убил по меньшей мере 45 женщин в Куаньдянь-Маньчжурском автономном уезде, провинции Ляонин, КНР. Обвинялся также в 10 других покушениях на убийство, в 10 изнасилованиях и 34 грабежах.

## Биография
Родился Ван Цян 16 января 1975 года в уезде Куандянь, вырос в уезде Кайюань провинции Ляонин. Рано остался без матери. Отец, будучи алкоголиком и игроком, часто заставлял его воровать для себя деньги на выпивку и азартные игры, а в случае отказа подвергал сына физическому насилию. В результате этого Ван Цян убежал из дома в подростковом возрасте, так и не окончив школы. Став беспризорным подростком Цян вскоре познакомился с пожилым преступником-рецидивистом, который приютил его у себя, и внушил, что только грабежами и кражами он сможет «добиться успеха в жизни». В 1991 году Ван был впервые пойман и осужден за грабеж к 2 годам лишения свободы. Однако выйдя из тюрьмы продолжил вести криминальный образ жизни.
Первое изнасилование и убийство Ван Цян совершил 22 января 1995 года. Затем в течение 8 лет он изнасиловал и убил ещё по крайней мере 44 женщины. С некоторыми жертвами Ван практиковал некрофилию. 14 июля 2003 года Ван Цян был арестован полицейскими в своем доме в деревне Будаюнь по подозрению в изнасиловании и убийстве местной девушки. Он сразу же дал признательные показания и признался в совершении ещё 44 убийств и 10 изнасилований, в которых ранее его никто не подозревал.
6 апреля 2005 года суд признал его виновным в не менее чем 45 убийствах и 10 изнасилованиях, а также по меньшей мере в 34 грабежах и приговорил к смертной казни. Приговор был приведен в исполнение 17 ноября 2005 года.